# 카추사 (1960년 영화)
"카추사"는 한국에서 제작된 유두연 감독의 1960년 영화이다. 김지미 등이 주연으로 출연하였고 최세일 등이 제작에 참여하였다.

## 출연

### 주연
- 김지미
- 최무룡
- 김동원
- 황정순

## 기타
- 조명: 방기찬
- 녹음: 조종국
- 미술: 박석인